# Ponte de Vidro de Zhangjiajie

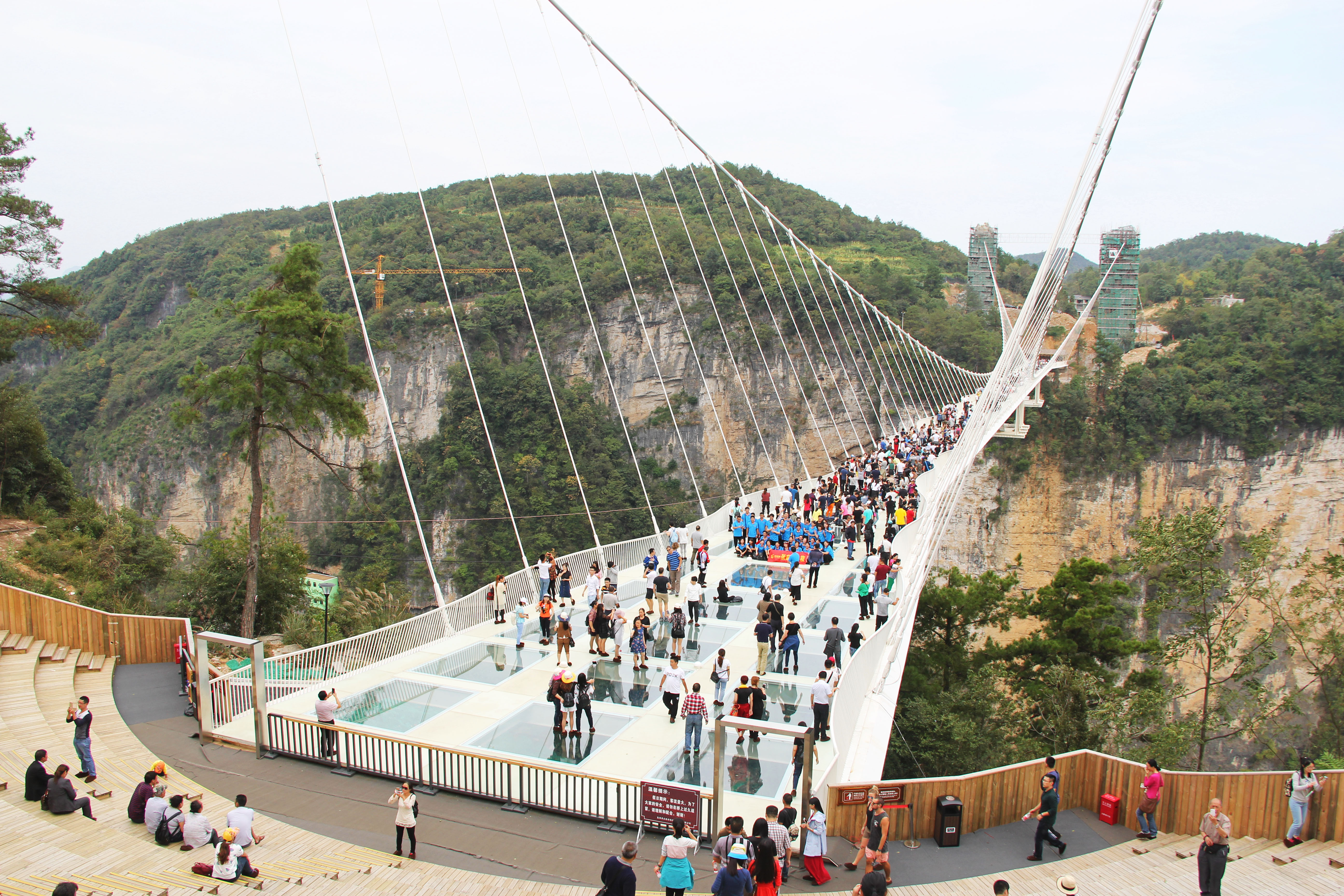

A Ponte de Vidro de Zhangjiajie é uma ponte composta grande parte por vidro, situada em Zhangjiajie, na China, acima da área de Wulingyuan. A ponte, construída como uma atracção para os turistas, tem um piso de vidro e é transparente. É a ponte de fundo de vidro mais longa e mais alta do mundo. A ponte, aberta ao público no dia 20 de Agosto de 2016, mede 430 metros de comprimento e 6 metros de largura, e é suspensa a cerca de 300 metros acima do solo. A ponte atravessa o vale cavado entre dois penhascos de montanha no Parque Nacional da Floresta de Zhangjiajie, na província central de Hunan, na China. De acordo com o design, a ponte pode transportar até 800 turistas de cada vez. A ponte foi projectada pelo arquitecto israelita Haim Dotan.
As montanhas de Zhangjiajie inspiraram o filme Avatar. Para construir a ponte, os engenheiros ergueram quatro pilares de apoio nas bordas das paredes do desfiladeiro. A ponte é feita de uma estrutura de aço com mais de 120 painéis de vidro. Cada um destes painéis é de três camadas, com uma laje de duas polegadas de espessura de vidro temperado. Há três balanços longos, unidos à parte inferior da ponte. Também há uma provisão para a instalação de uma estrutura para a realização de bungee jumping. Este é considerado o salto mais alto do mundo.
De acordo com o comité de gestão da ponte, a ponte estabeleceu dez recordes mundiais, desde o design até à construção.

## Encerramento da ponte
13 dias depois de se abrir a ponte ao público, as autoridades colocaram um aviso dizendo que eles estão fechando a ponte devido ao tráfego esmagador de visitantes. A ponte foi projectada para suportar 800 pessoas ao mesmo tempo, esperando ser visitada por cerca de 8000 pessoas por dia; contudo, esta estrutura atraiu mais de 80 mil visitantes por dia. As autoridades disseram que o governo decidiu suspender as operações devido à "urgência para melhorar e actualizar" a atracção turística. Partes da infra-estrutura que será melhorada incluem os seus parques de estacionamento, sistema de reserva de bilhetes e serviço ao cliente. Uma data para a reabertura da ponte ainda não foi firmemente estabelecida.